# Graham Sucha
Graham Sucha (né en 1986) est un homme politique canadien, membre du Nouveau Parti démocratique de l'Alberta.
De 2015 à 2019, il représente la circonscription de Calgary-Shaw à l'Assemblée législative. 